# اندیس آنومالی مزرعه فیروزآبادی
آنومالی مزرعه فیروزآبادی یک اندیس فلزی است که در حوالی شهر دامغان استان سمنان قرار دارد و مادهٔ معدنی موجود در آن، طلا است.سنگ میزبان این اندیس سنگ آهک، شیل، ماسه‌سنگ، دولومیت است  در این اندیس، پاراژنز‌های طلا، پیرومورفیت، پیرولوزیت، باریت، شئلیت، منیتیت، سلستین، بیوتیت یافت می‌شوند.